# RERGL
RERGL (англ. RERG like) – білок, який кодується однойменним геном, розташованим у людей на 12-й хромосомі. Довжина поліпептидного ланцюга білка становить 205 амінокислот, а молекулярна маса — 23 855.
| 10         |  | 20         |  | 30         |  | 40         |  | 50         |
| ---------- |  | ---------- |  | ---------- |  | ---------- |  | ---------- |
| MSNFLHLKYN |  | EKSVSVTKAL |  | TVRFLTKRFI |  | GEYASNFESI |  | YKKHLCLERK |
| QLNLEIYDPC |  | SQTQKAKFSL |  | TSELHWADGF |  | VIVYDISDRS |  | SFAFAKALIY |
| RIREPQTSHC |  | KRAVESAVFL |  | VGNKRDLCHV |  | REVGWEEGQK |  | LALENRCQFC |
| ELSAAEQSLE |  | VEMMFIRIIK |  | DILINFKLKE |  | KRRPSGSKSM |  | AKLINNVFGK |
| RRKSV      |  |            |  |            |  |            |  |            |

A: Аланін

C: Цистеїн

D: Аспарагінова кислота

E: Глутамінова кислота

F: Фенілаланін

G: Гліцин

H: Гістидин

I: Ізолейцин

K: Лізин

L: Лейцин

M: Метіонін

N: Аспарагін

P: Пролін

Q: Глутамін

R: Аргінін

S: Серин

T: Треонін

V: Валін

W: Триптофан

Білок має сайт для зв'язування з нуклеотидами, ГТФ. 